# Asclettin af Acerenza
Asclettin af Acerenza var en af de første normanniske riddere i Syditalien ("Mezzogiorno"). Han var søn af en ubetydelig, men rig, ridder i Carreaux, nær Avesnes-en-Bray, øst for Rouen. Carreaux gav Drengot-slægten dens alternative navn de Quarrel. De normanniske riddere fik mange sønner, og der var slet ikke jord nok at arve, så mange søgte udenlands. Asclettin opnåede lige som sin bror Rainulf at få eget land og blive greve i syditalien, da han oprettede grevskabet Acerenza i 1043.

## Lejesoldat i Italien
I 1016 var hans bror Osmond Drengot på jagt sammen med Richard 2. af Normandiet. Under jagten dræbte Osmond hertugens slægtning William Repostel, fordi denne havde forgrebet sig på en af Osmond's døtre. Richard lod Osmond beholde livet, men landsforviste ham. Før Osmond forlod Normandiet, samlede han en styrke på omkring 250 krigere: Eventyrere, fredløse, unge adelsmænd uden fremtid i Frankrig, samt fire af sine egne brødre, Rudolph, Gilbert Buatère, Rainulf og Asclettin. De drog til Italien, hvor de havde planer om at tilbyde deres tjeneste til det byzantiske rige, som i syditalien havde hænderne fulde i kampen mod lombarderne, saracenerne, pavestaten og det tysk-romerske rige.
Brødrene kom nu ikke i byzantinsk tjeneste, for der var udbrudt oprør i området, og normannerne meldte sig i stedet under fanerne hos de lombardere, der stod for opstanden, Melus af Bari og Guaimar 3. af Salerno. Oprørssyrkerne tørnede sammen med en byzantinsk hær i slaget ved Cannae i 1018, og byzantinerne vandt en knusende sejr. Asclettins brødre Osmond og Gilbert Buatére blev dræbt, og af de samtidige skildringer fremgår det, at kun 10 normanniske riddere overlevede slaget.
Asclettin var en af de overlevende, og han reddede sig i følge Amatus af Montecassino til Campanien med sin bror Rainulf, mens den tredje bror Rudolph flygtede med Melus til Tyskland. De følgende år fortæller Amatus, at normannerne under Rainulfs ledelse tjente til føden ved at tilbyde beskyttelse til pilgrimme, der var på vej til ærkeenglen Mikaels kloster på Gargano-halvøen i det nordlige Apulien. Rainulf tilbød også sin tjeneste til den lombardiske fyrste Pandulf 4. af Capua. "Under hans beskyttelse," beretter Amatus, "plydrede de naboegnene og gjorde livet surt for hans hans fjender. Men da den del af menneskets tanker, der drejer sig om grådighed og penge, altid triumferer til sidst, svigtede de ham fra tid til anden ... De solgte deres tjeneste som de nu kunne, alt efter omstændighederne, og ydede mest til dem, der betalte mest." Snart var normannerne tungen på vægtskålen i magtbalancen i Campanien: "For normannerne havde intet ønske om, at en bestemt lombarder skulle sejre afgørende, for det kunne blive en ulempe for dem. Ved først at støtte én, og derefter en anden, forhindrede de, at nogen blev helt ødelagt."
Rainulf blev greve af Aversa i 1030, og Asclettin flyttede tilsyneladende med ham.

## Greve af Acerenza
I 1040 udbrød der på ny oprør blandt lombarderne i Apulien, og en af deres ledere, Ardouin, kom til Aversa i 1041 for at hverve tropper, der ville deltage i kampene. Asclettin var en af dem der meldte sig, og da der var også gode resultater af hvervningen blandt normannerne ved Guaimar 4. af Salernos hof, blev resultatet en hær på 300 normanniske riddere, ledet af 12 høvedsmænd. Asclettin var en af de 12 ledere, og da oprøret hurtigt blev forvandlet til et normannisk erobringstogt, fik han i 1043 en af de 12 portioner, der indgik i rovet, i form af et nyt grevskab omkring Acerenza.
I følge kilderne døde Asclettin enten i 1045 eller 1046. Han havde fem børn, og den ældste, der også hed Asclettin, efterfulgte den barnløse Rainulf som greve af Aversa i 1045. Senere kom broderen Richard til magten, og i hans levetid kulminerede Drengot-slægtens indflydelse.

## Eksterne links
- "Sicily/Naples, Nobility (Conti d'Aversa)"